# 敢死组织（少数派）
敢死组织（少数派）（波斯語：سازمان فدائیان (اقليت)）是伊朗的一个非法的共产主义组织。该组织成立于1987年，分裂自伊朗人民敢死游击队组织（少数派）。最初，它也取名为“伊朗人民敢死游击队组织（少数派）”；1997年，改用现名。由于该组织被伊朗当局认定为非法组织，所以目前该组织的活动主要局限于流亡欧洲的伊朗人中。该组织出版刊物《劳动》。